# William Cavendish, 5. Duke of Devonshire

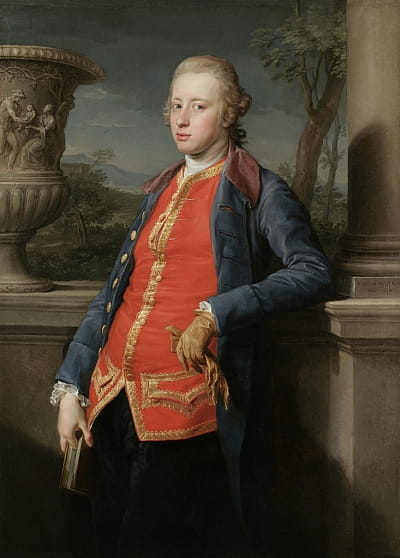
Pompeo Batoni: William Cavendish, 5. Duke of Devonshire, Öl auf Leinwand, 1768

William Cavendish, 5. Duke of Devonshire KG (* 14. Dezember 1748 in Devonshire House, London; † 29. Juli 1811 ebenda) war ein britischer Adliger.

## Leben
William Cavendish war der älteste Sohn von vier Kindern des Premierministers William Cavendish, 4. Duke of Devonshire (1720–1764), und seiner Ehefrau Charlotte Elizabeth Boyle, 6. Baroness Clifford (1731–1754), jüngste Tochter von Richard Boyle, 3. Earl of Burlington, und Lady Dorothy Savile.
William Cavendish wurde sehr früh in die Obhut eines Erziehers gegeben. Später studierte er am Trinity College der University of Cambridge Philosophie und Politik. Beim frühen Tod seiner Mutter 1754 hatte er deren Adelstitel als 7. Baron Clifford geerbt. Beim frühen Tod seines Vaters 1764 erbte er ein riesiges Vermögen sowie dessen Titel eines Duke of Devonshire.
In den folgenden Jahren war der Duke eng mit dem Kurort Buxton in Derbyshire verbunden. Er nutzte die Gewinne aus seiner Kupfermine, indem er dort den Buxton Crescent und das Devonshire Royal Hospital bauen ließ.
1782 wurde er als Knight Companion in den Hosenbandorden aufgenommen.

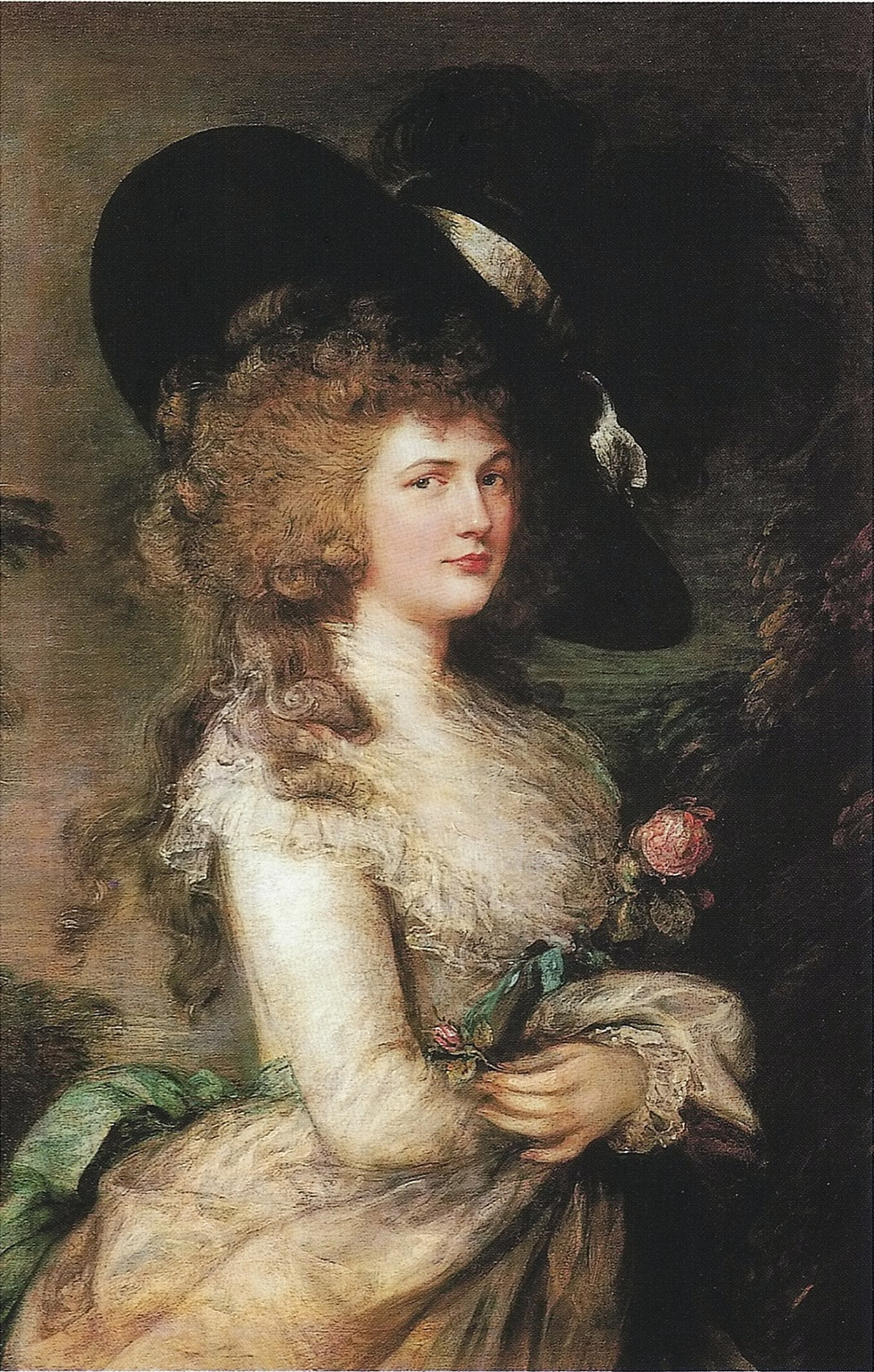
Thomas Gainsborough: Lady Georgiana Cavendish, Duchess of Devonshire, Öl auf Leinwand, um 1787

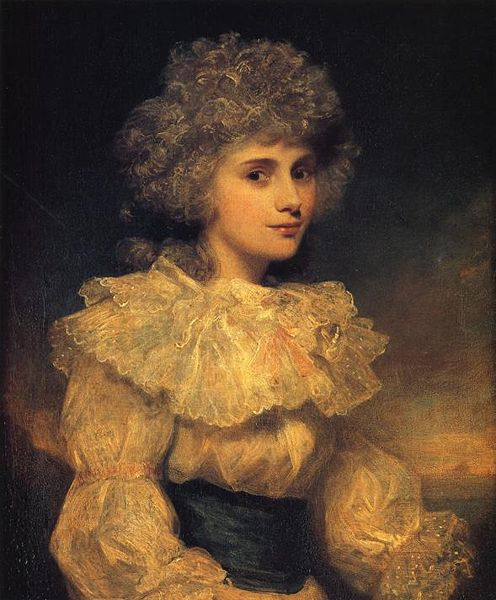
Joshua Reynolds: Lady Elizabeth Foster, Öl auf Leinwand, 1787

## Ehen und Nachkommen
Am 6. Juni 1774 heiratete William Cavendish in Wimbledon bei London Lady Georgiana Spencer (1757–1806), die älteste Tochter von John Spencer, 1. Earl Spencer, und seiner Frau Georgiana Poyntz, eine Ur-Urenkelin von John Churchill, 1. Duke of Marlborough. Aus der Ehe gingen drei Kinder hervor:
- Lady Georgiana Dorothy „Little G“ Cavendish (1783–1858), ⚭ 1801 George Howard, 6. Earl of Carlisle;
- Lady Harriet Elizabeth „Hary-O“ Cavendish (1785–1862), ⚭ 1809 Granville Leveson-Gower, 1. Earl Granville;
- William George „Hart“ Cavendish, Marquess of Hartington (1790–1858), späterer 6. Duke of Devonshire.

Im Jahre 1782 lernte das Ehepaar Cavendish die von ihrem Mann getrennt lebende Lady Elizabeth Foster (1758–1824), eine Tochter von Frederick Hervey, 4. Earl of Bristol, und der Lady Elizabeth Davers, in Bath kennen, die zur engen Freundin der Duchess Georgiana wurde. Von dieser Zeit an lebten sie in einer „ménage a trois“, die mehr als zwanzig Jahre hielt. Nachdem der Duke Witwer geworden war, heiratete er am 19. Oktober 1809 Lady Elizabeth, die damit zur Duchess of Devonshire aufstieg. Sie gebar dem Duke vor der Ehe zwei Kinder: Sir Augustus Clifford, 1. Baronet und Lady Caroline St. Jules. Ferner hatte der Duke eine weitere Tochter aus einer Affäre mit Charlotte Spencer, der Tochter eines Geistlichen. Das Kind, genannt Charlotte Williams, wurde 1774, kurz nach seiner Hochzeit mit Lady Georgiana Spencer (nicht mit ihr verwandt) geboren.